# HMS Bridport (J50)
Pour les autres navires du même nom, voir HMS Bridport.
Le HMS Bridport (pennant number J50) est un dragueur de mines de la classe Bangor lancé pour la Royal Navy et qui a servi pendant la Seconde Guerre mondiale.

## Conception
Le Bridport est commandé le 6 juillet 1939 pour le chantier naval de William Denny and Brothers de Dumbarton en Ecosse. La pose de la quille est effectuée le 11 septembre 1939, le Bridport est lancé le 29 février 1940 et mis en service le 28 novembre 1940.
Une partie de la fabrication de ce navire est sous-traitée au chantier Harland & Wolff Ltd. de Govan (Glasgow) en Ecosse.
La classe Bangor doit initialement être un modèle réduit de dragueur de mines de la classe Halcyon au service de la Royal Navy,. La propulsion de ces navires est assurée par 3 types de motorisation: moteur diesel, moteur à vapeur à pistons et turbine à vapeur. Cependant, en raison de la difficulté à se procurer des moteurs diesel, la version diesel a été réalisée en petit nombre.
Les dragueurs de mines de classe Bangor déplacent 605 tonnes) en charge normale . Ils ont une longueur totale de 49,4 mètres, une largeur de 8,5 mètres et un tirant d'eau de 2,51 mètres. Ce navire est propulsé par d'un moteur diesel B&W 9 cylindres entraînant deux arbres d'hélices. Le moteur développe une puissance de 2 000 chevaux-vapeur (1 500 kW) et atteint une vitesse maximale de 16 nœuds (30 km/h).
Leur manque de taille donne aux navires de cette classe de faibles capacités de manœuvre en mer, qui seraient même pires que celles des corvettes de la classe Flower. Les versions à moteur diesel sont considérées comme ayant de moins bonnes caractéristiques de maniabilité que les variantes à moteur alternatif à faible vitesse. Leur faible tirant d'eau les rend instables et leurs coques courtes ont tendance à enfourner la proue lorsqu'ils sont utilisés en mer de face.
Les navires de la classe Bangor sont également considérés comme exiguës pour les membres d'équipage, entassant 60 officiers et matelots dans un navire initialement prévu pour un total de 40.

## Histoire

### Après-Guerre
Le Bridport est vendu en 1946 à la Royal Air Force Marine Branch, où il est renommé HMRAFV Bridport (HMAFV pour His Majesty's Air Force Vessel). Il est affecté au 18 Group et opère avec le HMS Sea Eagle, établissement à terre près de Londonderryen Irlande du Nord.
Il sert jusqu'en 1959, date à laquelle il est démoli à Plymouth.

### Participation auxconvois
Le Bridport a navigué avec les convois suivants au cours de sa carrière:
1. Convoi MKS 100G
2. Convoi MKS 102G
3. Convoi OS/KMS 128KM
4. Convoi OS/KMS 130KM

### Commandement
- T/Lieutenant (T/Lt.) Ian Walter Douglas MacDougall (RNVR) du 4 novembre 1940 au 26 août 1941
- Lieutenant Commander (Lt.Cdr.) Ronald Winston Davie (RN) du 26 août 1941 au 29 août 1941
- Lieutenant Commander (Lt.Cdr.) Frank Joseph George Hewitt (RN) du 29 août 1941 au 31 mars 1942
- Lieutenant Commander (Lt.Cdr.) Frederick George Rogers (RNR) du 31 mars 1942 à mi/fin 1944
- T/Lieutenant (T/Lt.) Paul Herman Bech (RNR) de mi/fin 1944 à mi/fin 1945